# Исей Мияке
Исей Мияке (на японски: 三宅 一生 Issey Miyake) е японски моден дизайнер.

## Биография
Роден е на 22 април 1938 г. в Хирошима, Япония. Баща му е офицер, загинал в сражение на фронта през Втората световна война. Самият Мияке оцелява след американската ядрена бомбардировка над Хирошима. Още като юноша изучава рисуване и изобразително изкуство. Между 1959 и 1963 г. следва графичен дизайн в престижния Университет за изкуства „Тама“ в Токио и се интересува от дизайн на облеклото.

## Творчество
Първата си колекция представя в Япония през 1963 г. През 1965 г. завършва Школата към Синдиката на висшата мода в Париж. Няколко години работи като асистент на най-известни европейски и американски дизайнери – Ги Ларош (1969 – 1970), Юбер дьо Живанши (1968 – 1969), Джефри Бийн (1969 – 1970). Създава собствено студио през 1970 г. в Токио. От 1980 година се занимава с дизайн и проектиране на театрални костюми. Открива първият си бутик в САЩ през 1988 г. Световна известност му донасят и уханията с неговата марка – парфюмите L’Eau de Missey (1993) и L’Eau d’Issey pour Homme (1995). Приемник на Исей Мияке е неговият ученик Наоки Такизава, който от 1993 година проектира мъжките колекции на марката „Мияке“, а от 1999 г. поема и дамската линия. През 2000 г. Мияке открива своя „A-POC“ бутик в Лондон. През 2003 г. пуска нов аромат „L’Eau d’Issey Souffle“, съответно за жени и за мъже.
Наричат го магьосник, скулптор, откривател. Редом с Кензо, Ямамото, Ханае Мори, Кошино, Рей Кавакубо и Джуня Ватанабе, Исей Мияке е между онези японски стилисти, които допринасят най-много за връзката в модата между Изтока и Запада. Неговото име е знак за естетическа иновативност, нетривиалност и много неподправена емоционалност. Почеркът му подсказва нагласа към оригиналност и мистична екзотика. Дрехите и допълненията, създадени от него, символизират нашето време – епоха на много техницизъм, но и на много копнеж по естествената чувственост, земните страсти и изключителен пиетет към природата. Мияке се стреми към създаване на полифункционални облекла, чийто компоненти позволяват комбинативност и взаимозаменяемост.
На Исей Мияке принадлежи твърдението, че джинсите и тишъртите са сред най-великите модни изобретения на човечеството.

## Награди и отличия
- Приз на Клуба на японските модни издатели, на Съвета на модните дизайнери на Америка;
- Офицер на Френския Орден на изкуствата и науката;
- Доктор хонорис кауза на Кралския колеж за изкуство в Лондон (1993);
- Кавалер на Ордена на Почетния легион.

- Praemium Imperiale за скулптура (2005)
- Награда Киото в раздел Изкуства и философия (2006)[1]
- Орденът на културата на Япония (2010)[2]

Гигантското дарование Мияке е сред най-убедителните доказателства за художествено-естетическата природа на модата, както и за това, че съвременният дизайн е немислим без най-новите текстилни технологии, без експеримента и свободата на творческите хрумвания. Неговото изкуство наистина е синтез на японските ценности и най-новите въжделения на човечеството.

## Галерия
- Rhythm Pleats collection, 1990
- 2008

## За него
- Mark Holborn, Issey Miyake, Taschen, 1995.
- Laurence Benaim, Mémoire de la Mode: Issey Miyake, Assouline, 1997.